# Schief gewickelt
Schief gewickelt ist eine deutsche Fernseh-Komödie aus dem Jahr 2012. Es ist die Literaturverfilmung des gleichnamigen Romans von Regula Venske.

## Handlung
Eddy Brennfleck ist ein kühl kalkulierender Musikmanager. Obwohl sein Büro mehrere goldene Schallplatten zieren, geht es dem Verlag „Global Records“ finanziell sehr schlecht. Um dies zu ändern, plant er seinen größten Coup. Er macht der schönen Sängerin Eloise vor großem Publikum einen Heiratsantrag. Jetzt wird sich ihr neues Album bestimmt super verkaufen. Aber Eddy ahnt noch nicht, dass er bereits einen Sohn hat, Bobby, der von seiner alleinerziehenden Mutter Mona groß gezogen wird. Die Ex-Friseurin hatte einst einen One-Night-Stand mit Eddy und muss jetzt das in jener Nacht gezeugte Kind mit Müh und Not versorgen. Wütend über die Nachricht von Eddys Hochzeit, schickt sie ihm anonym Bobbys stinkende Windeln ins Büro. Für sie ist das Thema jetzt beendet. Aber Monas Freundin sieht das anders: Zumindest zahlen könnte er. Also wird eine weitere stinkende Windel in Eddys Büro verschickt.
Endlich hat Eddy die Botschaft verstanden. Er wird nervös, schließlich könnte jetzt, wenn Eloise erfährt, dass er bereits ein Kind hat, die anstehende Hochzeit platzen. Also macht er sich zusammen mit seinem Chef Möbius auf die Suche nach dem Kind, wobei er alle möglichen Affären der letzten Jahre abklappert. Es dauert nicht lange, bis er Mona findet. Er lernt seinen Sohn Bobby kennen und ist begeistert. Auch mit Mona nähert er sich an. Er findet wieder Kontakt zum normalen Leben und ist von Monas Vorliebe für die einfachen und puren Dinge inspiriert. Das lenkt ihn von den Hochzeitsvorbereitungen ab. Jetzt will er viel mehr mit den Rockern Vincent und Trudy ein Retro-Album auf Vinyl produzieren. Das wiederum schockt Möbius, schließlich gehe es bei „Global Records“ nicht um Selbstverwirklichung, sondern um Verkaufszahlen. Als dann Eloise auch noch von Bobbys Existenz erfährt, läuft in seinem Leben gar nichts mehr rund.

## Hintergrund
Der Film wurde vom 9. November bis 14. Dezember 2010 in Hamburg gedreht. Die deutsche Erstausstrahlung war am 27. September 2012 im ZDF. Dabei wurde der Film von 3,31 Mio. Zuschauern gesehen, was einem Marktanteil von 10,9 Prozent entsprach.

## Kritiken
„Routinierte (Fernseh-)Komödie um Lebensplanung und -entwürfe, die nicht immer mit der Realität und den eigentlichen Bedürfnissen und Wünschen in Einklang zu bringen sind.“

„Lars Becker […] inszenierte diesen witzigen wie turbulenten Spaß mit einer namhaften, gut aufgelegten Darstellerriege. […] ‚Schief gewickelt‘ beruht lose auf der 1991 erschienenen Romanvorlage der aus Minden stammenden Schriftstellerin und Literaturwissenschaftlerin Regula Venske, die das Drehbuchduo Daniel Schwarz und Thomas Schwebel […] zusammen mit Becker zu dieser munteren Komödie verarbeiteten.“

„Lars Becker […] hat eine ausgesprochen launige Romantic Comedy gedreht, in der es um den Lifestyle einer Generation geht, die das Leben nicht als persönlichen Masterplan, sondern als zufällige Playlist verpasster oder genutzter Gelegenheiten betrachtet. […] ‚Schief gewickelt‘ ist randvoll mit solchen kleinen Entdeckungen, die meist eher zum Schmunzeln als zum lauten Lachen einladen. Seine Hauptfiguren verrät Lars Becker ohnehin nicht an vordergründige Gags […] Im Zentrum einer turbulenten Peripherie erzählen die Autoren von ‚Schief gewickelt‘ ihre Liebesgeschichte als zartes Aufeinanderzugehen zweier junger Menschen, die bisher noch ohne Ziel durchs Leben geschlendert sind. Wer mag, kann also an den Zauber der Liebe genregemäß glauben. Wer nicht, macht sich über den Kitsch ein wenig lustig und hat so das vielleicht noch größere Sehvergnügen.“